# Splanchnotrophus angulatus
Splanchnotrophus angulatus is een eenoogkreeftjessoort uit de familie van de Splanchnotrophidae. De wetenschappelijke naam van de soort is voor het eerst geldig gepubliceerd in 1893 door Hecht.